# Бройдо, Ирина Георгиевна
Бройдо Ирина Георгиевна (24 мая 1931, Ленинград, СССР) — российская советская художница, живописец, график, скульптор, член Санкт-Петербургского Союза художников (до 1992 года — Ленинградской организации Союза художников РСФСР).

## Биография
Ирина Георгиевна Бройдо родилась 24 мая 1931 года в Ленинграде. Занималась в ленинградской Средней Художественной школе. В 1951—1957 годах училась в Ленинградском институте живописи, скульптуры и архитектуры им. И. Е. Репина у А. Д. Зайцева, В. В. Соколова, Л. В. Худякова, Б. В. Иогансона. В 1957 окончила институт по мастерской Бориса Иогансона с присвоением звания художника живописи. Дипломная работа — картина «За правду» (находится в собрании Алтайского краевого музея изобразительных искусств, Барнаул).
Начала участвовать в выставках с 1957 года, экспонируя свои работы вместе с произведениями ведущих мастеров изобразительного искусства Ленинграда. Творческое амплуа — жанровые и тематические картины, портреты, пейзажи, натюрморты. Член Ленинградского Союза художников с 1958 года. Автор картин «Летом» (1957), «Перепляс», «Яхты» (обе 1958), «Байкал» (1959), «На лесосеке», «Путейцы» (обе 1960), «Утро. Тува», «Чаепитие» (обе 1961), «Молодожёны» (1963), «У моря (Рыбаки)» (1964), «Прощание с товарищем» (1965), «Свершилось» (1968), «В мастерской художника» (1972), «Воспоминание детства» (1974), «Летом» (1975), «Художник» (1977), «Торжество (Давно окончена война)» (1980) и других.
На рубеже 80-х и 90-х годов работы Ирины Бройдо в составе экспозиций произведений ленинградских художников были представлены европейским зрителям на целом ряде зарубежных выставок. С того времени проживает в Нью-Йорке, США.
Произведения Ирины Георгиевны Бройдо находятся в музеях и частных собраниях в России, Франции, Израиле, США, Финляндии, Японии, Италии и других странах.

## Выставки
- 1957 год (Ленинград): 1917—1957. Выставка произведений ленинградских художников.
- 1958 год (Ленинград): Осенняя выставка произведений ленинградских художников.
- 1960 год (Ленинград): Выставка произведений ленинградских художников.
- 1960 год (Москва): Советская Россия. Республиканская художественная выставка.
- 1961 год (Ленинград): Выставка произведений ленинградских художников открылась в залах Государственного Русского музея.
- 1964 год (Ленинград): Ленинград. Зональная выставка.
- 1965 год (Ленинград): Весенняя выставка произведений ленинградских художников.
- 1972 год (Ленинград): Наш современник. Вторая выставка произведений ленинградских художников.
- 1975 год (Ленинград): Наш современник. Зональная выставка произведений ленинградских художников.
- 1976 год (Москва): Изобразительное искусство Ленинграда.
- 1977 год (Ленинград): Выставка произведений ленинградских художников, посвящённая 60-летию Великого Октября.
- 1980 год (Ленинград): Зональная выставка произведений ленинградских художников.
- Январь 1992 года (Париж): Выставка «Санкт-Петербургская школа».
- Февраль 1993 года (Брюссель): Выставка «Русские художники».